# Henri Regnier
Ne doit pas être confondu avec Henri Régnier.
Pour les articles homonymes, voir Régnier.
Henri Alexis Regnier, né le 18 septembre 1882 à Pierrefontaine-les-Varans et mort le 30 juin 1969 à Besançon, est un homme politique français ancien membre du RPF, qui fut notamment maire de la ville de Besançon (Franche-Comté) dans les années 1950. 

## Biographie
Henri Regnier fut président de la société de transports Monts-Jura (qui existe encore actuellement) et avait réussi à en faire une grande entreprise, en parallèle d'être le président de la chambre de commerce et d'industrie du Doubs et de s'occuper de ses nombreuses affaires dans la région. Henri Regnier, membre du Rassemblement du peuple français, réussit à prendre la mairie de Besançon en 1950 en s'alliant avec le Parti radical à la suite de la mort de son prédécesseur Henri Bugnet. Passionné par le tourisme, le monde du spectacle et le sport, il souhaite alors développer et promouvoir la ville dans ce sens. Mais à cette époque c'est surtout la crise du logement qui préoccupe les pouvoirs publics et les habitants, mais Regnier ne s'en préoccupe guère. L'opposant Jean Minjoz et ses alliés critiquent copieusement la Municipalité et Jean Minjoz parvient à devenir maire aux élections municipales de 1953, avec 18 sièges pour la gauche contre 17 pour la droite.

## Décoration
- Officier de l'ordre du Mérite touristique (1954)[4].

## Mandats
- Président de la Chambre de commerce et d'industrie du Doubs[5], du 13/01/1956 à 12/01/1965.
- Une salle porte son Nom à la Maison de l’Économie de la CCI du Doubs.
- Maire de Besançon, du 3 juillet 1950 au 11 mai 1953[6].